# 시어런 맥미너민
키런 맥메너민(Ciarán McMenamin, 영어 발음: /ˈkɪrən məkˈmɛnəmɪn/, 1975년 10월 1일 ~ )은 북아일랜드의 배우이다.

## 출연 작품
- 컨벤트 (2018)
- 인 뷰 (2016)
- 블랙버드 (2016)
- 슈팅 포 소크라테스 (2014)
- 점프 (2012)
- 아웃캐스트 (2010)
- 라스트 컨페션 오브 알렉산더 피어스 (2008)
- 패딩턴 발 4시 50분 (2004)
- 투 엔드 올 워즈 (2001, To End All Wars)
- 마지막 순간 (2001)
- 참호 (1999)
- 데이빗 코퍼필드 (1999)
- 타이타닉 타운 (1998)